# J. Bernlef
A nu se confunda cu scriitorul Hendrik Marsman (1899 - 1940)!
J. Bernlef (pseudonimul lui Hendrik Jan Marsman), născut la data de 14 ianuarie 1937 în Sint Pancras) este un poet, romancier și traducător neerlandez.
Debutul literar a avut loc în anul 1960 cu volumul de versuri Kokkels (Cochilii). Și a devenit cunoscut publicului larg cu romanul Hersenschimmen (Fantezii) în 1984. 
Bernlef este laureat al premiului P.C. Hooft în anul 1994.
Bernlef a folosit de-a lungul carierei literare următoarele pseudonime: Ronnie Appelman, J. Grauw, Cas den Haan, S. den Haan și Cas de Vries.

## Opera
- 1963 - Onder de bomen (povestiri)
- 1965 - Ben even weg (poezie)
- 1965 - Het strikken van een das (poezie)
- 1965 - Wat zij bedoelen
- 1965 - Stukjes en beetjes (roman)
- 1966 - De schoenen van de dirigent (poezie)
- 1966 - Paspoort in duplo (roman)
- 1967 - De schaduw van een vlek (povestiri)
- 1967 - Een cheque voor de tandarts
- 1968 - Bermtoerisme (poezie)
- 1968 - De dood van een regisseur (roman)
- 1969 - De verdwijning van Kim Miller (povestiri)
- 1970 - Wie a zegt (eseuri)
- 1970 - Hoe wit kijkt een eskimo (poezie)
- 1971 - Het verlof (roman)
- 1971 - Rondom een gat
- 1972 - De maker (roman)
- 1972 - Grensgeval (poezie)
- 1973 - Sneeuw (roman)
- 1974 - Brits (poezie)
- 1975 - Meeuwen (roman)
- 1976 - De man in het midden (roman)
- 1976 - Zwijgende man (poezie)
- 1977 - Gedichten 1960-1977 (poezie)
- 1978 - Anekdotes uit een zijstraat (povestiri)
- 1979 - Stilleven (poezie)
- 1979 - Nachtrit
- 1980 - De ruïnebouwer
- 1980 - De kunst van het verliezen (poezie)
- 1981 - Onder ijsbergen (roman)
- 1982 - Alles teruggevonden/niets bewaard (poezie)
- 1984 - Hersenschimmen (roman)
- 1985 - Verschrijvingen (prozagedichten)
- 1986 - Wolftoon (poezie)
- 1987 - Publiek geheim (roman)
- 1987 - Drie eilanden (roman - trilogie)
- 1988 - Gedichten 1970-1980 (poezie)
- 1988 - Geestgronden (poezie)
- 1989 - Vallende ster (poveste)
- 1990 - De noodzakelijke engel (poezie)
- 1990 - Doorgaande reizigers (povestiri)
- 1991 - Verborgen helden (antologie)
- 1991 - Ontroeringen (eseuri)
- 1992 - De witte stad (roman)
- 1993 - Niemand wint (poezie)
- 1993 - Eclips (roman)
- 1993 - Schiet niet op de pianist. Over jazz (eseuri)
- 1994 - Vreemde wil (poezie)
- 1994 - Esther (dramă)
- 1995 - Cellojaren (povestiri)
- 1997 - Achter de rug Poezie 1960-1990
- 1997 - Verloren zoon (roman)
- 1998 - De losse pols (eseuri)
- 1998 - Aambeeld (poezie)
- 1999 - Haalt de jazz de eenentwintigste eeuw? (eseuri)
- 1999 - Tindeman's Dilemma (povestiri)
- 2000 - Boy (roman)
- 2000 - Kokkels & Stenen spoelen (versuri & povestiri)
- 2000 - Bernlefs beste volgens Bernlef (povestiri)
- 2001 - Bagatellen voor een landschap (poezie)
- 2001 - Tegenliggers
- 2002 - Verbroken zwijgen (povestiri)
- 2003 - Buiten is het maandag
- 2004 - Kiezel en traan (poezie)
- 2005 - De onzichtbare jongen (roman)
- 2006 - Hoe van de trap te vallen (povestiri)
- 2007 - Op slot (roman)
- 2008 - Het begin van tranen (povestiri)
- 2008 - De pianoman (roman)
- 2009 - De rode droom (roman)
- 2009 - Ophelia
- 2010 - De tweede ruimte (eseuri)
- 2010 - Geleende levens (povestiri)

1. 1 2  J. Bernlef, Brockhaus Enzyklopädie, accesat în 9 octombrie 2017
2. 1 2  J. Bernlef, Discogs, accesat în 9 octombrie 2017
3. 1 2  „J. Bernlef”, Internet Movie Database, accesat în 17 octombrie 2015
4. 1 2  J Bernlef, Babelio, accesat în 9 octombrie 2017
5. ↑  J. Bernlef, Opća i nacionalna enciklopedija
6. ↑  Schrijver Bernlef overleden (în neerlandeză), accesat în 16 ianuarie 2013
7. ↑  CONOR.SI[*] Verificați valoarea |titlelink= (ajutor)